# 서스크 몰턴 (영국 의회 선거구)
서스크 몰턴 (Thirsk and Malton)은 영국 의회의 하원에서 지역을 대표하는 노스요크셔주의 선거구이다. 2015년부터 보수당의 케빈 홀린레이크가 지역구 의원을 맡고 있다.

## 역사
2010년 신설된 선거구로, 베일오브요크와 라이데일이 통합되면서 신설되었다. 1997년부터 베일오브요크 지역구 의원을 맡고 있는 보수당의 앤 매킨토시가 2010년 총선에서 존 그린웨이 의원을 누르고 처음으로 당선되었다. 매킨토시 의원은 유럽의회 의원을 2차례 역임하였으며 2010년부터 환경식품농림 선정위원회 (Environment, Food and Rural Affairs Select Committee)의 의장을 맡고 있다. 2014년 보수당 공천에서 탈락하였으며, 2015년 총선에서는 케빈 홀린레이크 후보가 나서 당선되었으며 3선의원으로 있다.
전통적으로 보수당의 텃밭으로 여겨지는 지역구로, 옛 선거구인 라이데일 지역구가 중심이 되어 만들어졌다. 라이데일 지역구 의원이었던 존 스펜스 의원이 사망한 뒤, 1986년 라이데일 재보궐선거에서 자유당의 엘리자베스 실즈가 잠시 당선되었다가 1987년부터 다시 보수당 지역구로 회귀하였다. 서스크 몰턴이라는 이름 자체는 1885년부터 1983년까지 존재했던 동명의 선거구가 있다.

## 지역구 정보
피커링 마을과 노스요크무어 고지대 남부 지역도 들어가 있으며, 대부분이 험준한 국립공원 구역으로 지정되어 있다. 필리 쪽 방면으로는 해안과 면하며, 무어 고지대와 바로 맞닿은 쪽에는 스카보로 인근 만이 펼쳐져 있다.
2012년 11월 가디언지가 집계한 통계 기준으로, 서스크 몰턴 지역구의 실직자 및 등록구직자 규모는 인구대비 2.3%로, 전국평균 3.8%에서 크게 낮았다.

### 구획
라이데일구 전역, 햄블턴구의 이징월드·헬퍼비·휴비앤드서튼·시프턴·소워비·스틸링턴·터스크·손턴·톨러턴·탑클리프·화이트호스·화이트스톤클리프 지역, 스카보로구의 필리·허트퍼드 지역이 포함된다.

## 역대 국회의원
| 선거 | 선거   | 의원            | 정당   |
| ---- | ------ | --------------- | ------ |
|      | 2010년 | 앤 매킨토시     | 보수당 |
|      | 2015년 | 케빈 홀린레이크 | 보수당 |

## 선거 결과

### 2010년대
| 선거                                       | 선거 결과 | 선거 결과                                              | 후보          | 후보                           | 정당   | 득표   | %      | ±%   |
| ------------------------------------------ | --------- | ------------------------------------------------------ | ------------- | ------------------------------ | ------ | ------ | ------ | ---- |
| 2019년 총선 투표수: 56,588 (69.9%) (-1.2)  |           | 보수당 유지 과반 득표: 25,154 (44.5%) +10.6 +5.2% 선회 |               | 케빈 홀린레이크                | 보수당 | 35,634 | 63.0   | +3.0 |
| 2019년 총선 투표수: 56,588 (69.9%) (-1.2)  |           | 보수당 유지 과반 득표: 25,154 (44.5%) +10.6 +5.2% 선회 | 데이비드 옐런 | 노동당                         | 10,480 | 18.5   | -7.6   |      |
| 2019년 총선 투표수: 56,588 (69.9%) (-1.2)  |           | 보수당 유지 과반 득표: 25,154 (44.5%) +10.6 +5.2% 선회 | 디나 킬       | 자유민주당                     | 6,774  | 12.0   | +5.1   |      |
| 2019년 총선 투표수: 56,588 (69.9%) (-1.2)  |           | 보수당 유지 과반 득표: 25,154 (44.5%) +10.6 +5.2% 선회 | 마틴 브램프턴 | 녹색당                         | 2,263  | 4.0    | +2.0   |      |
| 2019년 총선 투표수: 56,588 (69.9%) (-1.2)  |           | 보수당 유지 과반 득표: 25,154 (44.5%) +10.6 +5.2% 선회 | 존 홀         | 요크셔당                       | 881    | 1.6    | 신인   |      |
| 2019년 총선 투표수: 56,588 (69.9%) (-1.2)  |           | 보수당 유지 과반 득표: 25,154 (44.5%) +10.6 +5.2% 선회 | 스티브 멀린스 | 무소속                         | 245    | 0.4    | 신인   |      |
| 2019년 총선 투표수: 56,588 (69.9%) (-1.2)  |           | 보수당 유지 과반 득표: 25,154 (44.5%) +10.6 +5.2% 선회 | 고든 존슨     | 무소속                         | 184    | 0.3    | 신인   |      |
| 2019년 총선 투표수: 56,588 (69.9%) (-1.2)  |           | 보수당 유지 과반 득표: 25,154 (44.5%) +10.6 +5.2% 선회 | 마이클 타일러 | 틀:정당색/영국을 확인해 주세요 | 127    | 0.2    | 신인   |      |
| 2017년 총선 투표수: 55,929 (71.1%) (+3.5)  |           | 보수당 유지 과반 득표: 19,001 (33.9%) -3.3 -1.6% 선회  |               | 케빈 홀린레이크                | 보수당 | 33.572 | 60.0   | +7.4 |
| 2017년 총선 투표수: 55,929 (71.1%) (+3.5)  |           | 보수당 유지 과반 득표: 19,001 (33.9%) -3.3 -1.6% 선회  | 앨런 에이버리 | 노동당                         | 14,571 | 26.1   | +10.7  |      |
| 2017년 총선 투표수: 55,929 (71.1%) (+3.5)  |           | 보수당 유지 과반 득표: 19,001 (33.9%) -3.3 -1.6% 선회  | 디 킬         | 자유민주당                     | 3,859  | 6.9    | =2.1   |      |
| 2017년 총선 투표수: 55,929 (71.1%) (+3.5)  |           | 보수당 유지 과반 득표: 19,001 (33.9%) -3.3 -1.6% 선회  | 토비 호턴     | 영국 독립당                    | 1,532  | 2.7    | -12.2  |      |
| 2017년 총선 투표수: 55,929 (71.1%) (+3.5)  |           | 보수당 유지 과반 득표: 19,001 (33.9%) -3.3 -1.6% 선회  | 마틴 브램프턴 | 녹색당                         | 1,100  | 2.0    | -2.6   |      |
| 2017년 총선 투표수: 55,929 (71.1%) (+3.5)  |           | 보수당 유지 과반 득표: 19,001 (33.9%) -3.3 -1.6% 선회  | 존 클라크     | 자유당                         | 753    | 1.3    | -0.9   |      |
| 2017년 총선 투표수: 55,929 (71.1%) (+3.5)  |           | 보수당 유지 과반 득표: 19,001 (33.9%) -3.3 -1.6% 선회  | 필립 테이트   | 무소속                         | 542    | 1.0    | -0.3   |      |
| 2015년 총선 투표수: 52,365 (67.6%) (+17.6) |           | 보수당 유지 과반 득표: 19,456 (37.2%) +7.6 -1.1% 선회  |               | 케빈 홀린레이크                | 보수당 | 27,545 | 52.6   | -0.3 |
| 2015년 총선 투표수: 52,365 (67.6%) (+17.6) |           | 보수당 유지 과반 득표: 19,456 (37.2%) +7.6 -1.1% 선회  | 앨런 에이버리 | 노동당                         | 8,089  | 15.4   | +1.8   |      |
| 2015년 총선 투표수: 52,365 (67.6%) (+17.6) |           | 보수당 유지 과반 득표: 19,456 (37.2%) +7.6 -1.1% 선회  | 토비 호턴     | 영국 독립당                    | 7,805  | 14.9   | +8.3   |      |
| 2015년 총선 투표수: 52,365 (67.6%) (+17.6) |           | 보수당 유지 과반 득표: 19,456 (37.2%) +7.6 -1.1% 선회  | 디 킬         | 자유민주당                     | 4,703  | 9.0    | =-14.3 |      |
| 2015년 총선 투표수: 52,365 (67.6%) (+17.6) |           | 보수당 유지 과반 득표: 19,456 (37.2%) +7.6 -1.1% 선회  | 크리스 뉴샘   | 녹색당                         | 2,404  | 4.6    | 신인   |      |
| 2015년 총선 투표수: 52,365 (67.6%) (+17.6) |           | 보수당 유지 과반 득표: 19,456 (37.2%) +7.6 -1.1% 선회  | 존 클라크     | 자유당                         | 1,127  | 2.2    | -1.5   |      |
| 2015년 총선 투표수: 52,365 (67.6%) (+17.6) |           | 보수당 유지 과반 득표: 19,456 (37.2%) +7.6 -1.1% 선회  | 필립 테이트   | 무소속                         | 692    | 1.3    | 신인   |      |
| 2010년 총선 투표수: 38,142 (50.0%) (-15.8) |           | 보수당 유지 과반 득표: 11,281 (29.6%) +1.1 +5.4% 선회  |               | 앤 매킨토시                    | 보수당 | 20,167 | 52.9   | +1.0 |
| 2010년 총선 투표수: 38,142 (50.0%) (-15.8) |           | 보수당 유지 과반 득표: 11,281 (29.6%) +1.1 +5.4% 선회  | 하워드 킬     | 자유민주당                     | 8,886  | 23.3   | +4.5   |      |
| 2010년 총선 투표수: 38,142 (50.0%) (-15.8) |           | 보수당 유지 과반 득표: 11,281 (29.6%) +1.1 +5.4% 선회  | 조너선 로버츠 | 노동당                         | 5,169  | 13.6   | -9.8   |      |
| 2010년 총선 투표수: 38,142 (50.0%) (-15.8) |           | 보수당 유지 과반 득표: 11,281 (29.6%) +1.1 +5.4% 선회  | 토비 호튼     | 영국 독립당                    | 2,502  | 6.6    | = +3.6 |      |
| 2010년 총선 투표수: 38,142 (50.0%) (-15.8) |           | 보수당 유지 과반 득표: 11,281 (29.6%) +1.1 +5.4% 선회  | 존 클라크     | 자유당                         | 1,418  | 3.7    | 신인   |      |

2014년 1월 보수당의 앤 매킨토시 의원이 지역공천에서 탈락하였다. 이에 매킨토시 의원은 무소속 출마를 방침으로 정했으나, 2015년 3월 총선 출마를 포기하였다.
2010년 영국 총선 당시 5월 6일 선거 당일에 투표가 진행될 예정이었으나, 4월 22일 영국 독립당의 존 보크스 후보가 갑작스런 심장마비로 사망하면서 5월 27일로 투표일이 연기되었다. 선거행정법 관련 법규에 따라 영국 독립당의 후보 교체가 허용되었고, 여타 정당은 후보를 그대로 유지하게 되었다.

## 같이 보기
- 노스요크셔주의 의회 선거구 목록